# Прапор Антверпена

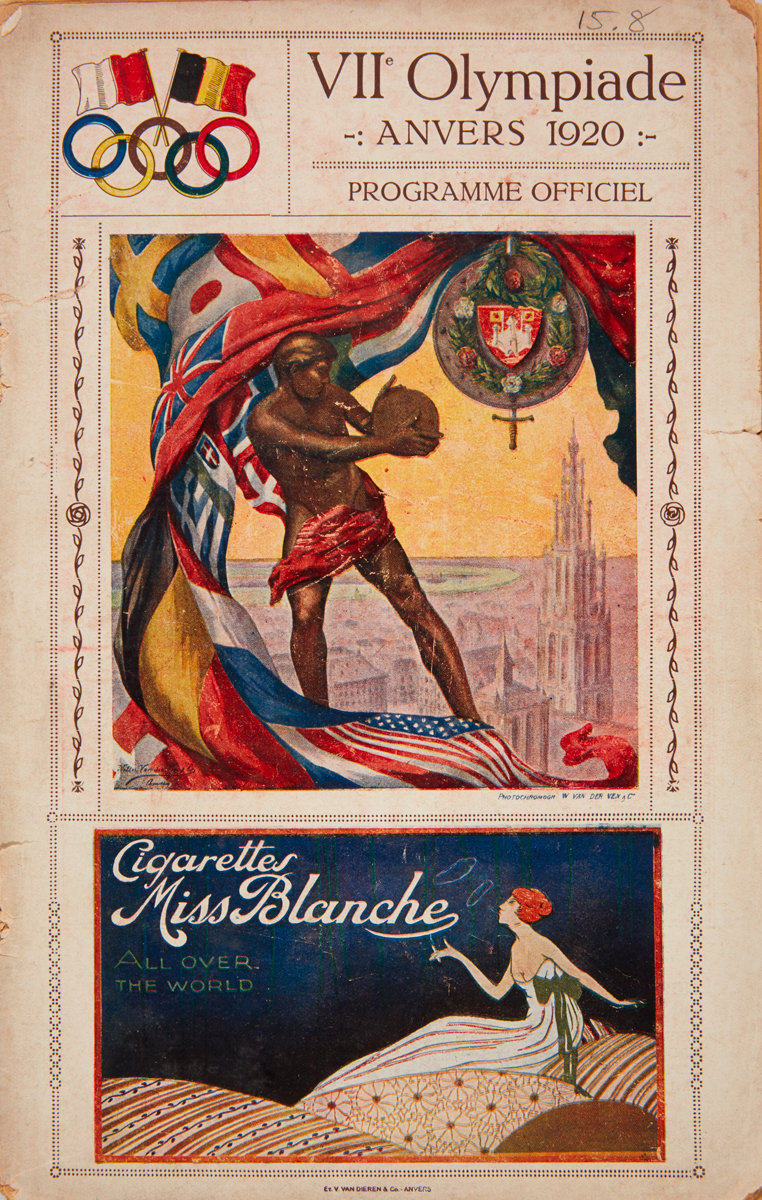
Програма Олімпійських ігор в Антверпені 1920 р. Вгорі зліва тодішній міський прапор. Також прапор Бельгії та олімпійські кільця, які вперше з'явилися на прапорі ігор.

Міський прапор Антверпен був офіційно затверджений міською радою 13 листопада 1984 року. 5 березня 1985 року рішення було підтверджено й остаточно опубліковано 8 липня 1986 року в офіційній бельгійській офіційній газеті.  
Співвідношення сторін прапора 2:3. По горизонталі він розділений на червоний, білий і червоний у співвідношенні 1:3:1. Кольори прапора походять від міського герба. Раніше прапор являв собою горизонтальний або вертикальний поділ червоного і білого кольорів.  Червоний і білий на провінційному прапорі Антверпена належать до кольорів міста.
Міський прапор Антверпена не зображений на міському прапорі, але є варіанти з чимось схожим на герб. 

Місто Антверпен складається з дев'яти колишніх суб-муніципалітетів, які мають особливий статус районів. Усі 9 районів міста Антверпен мають власний прапор.

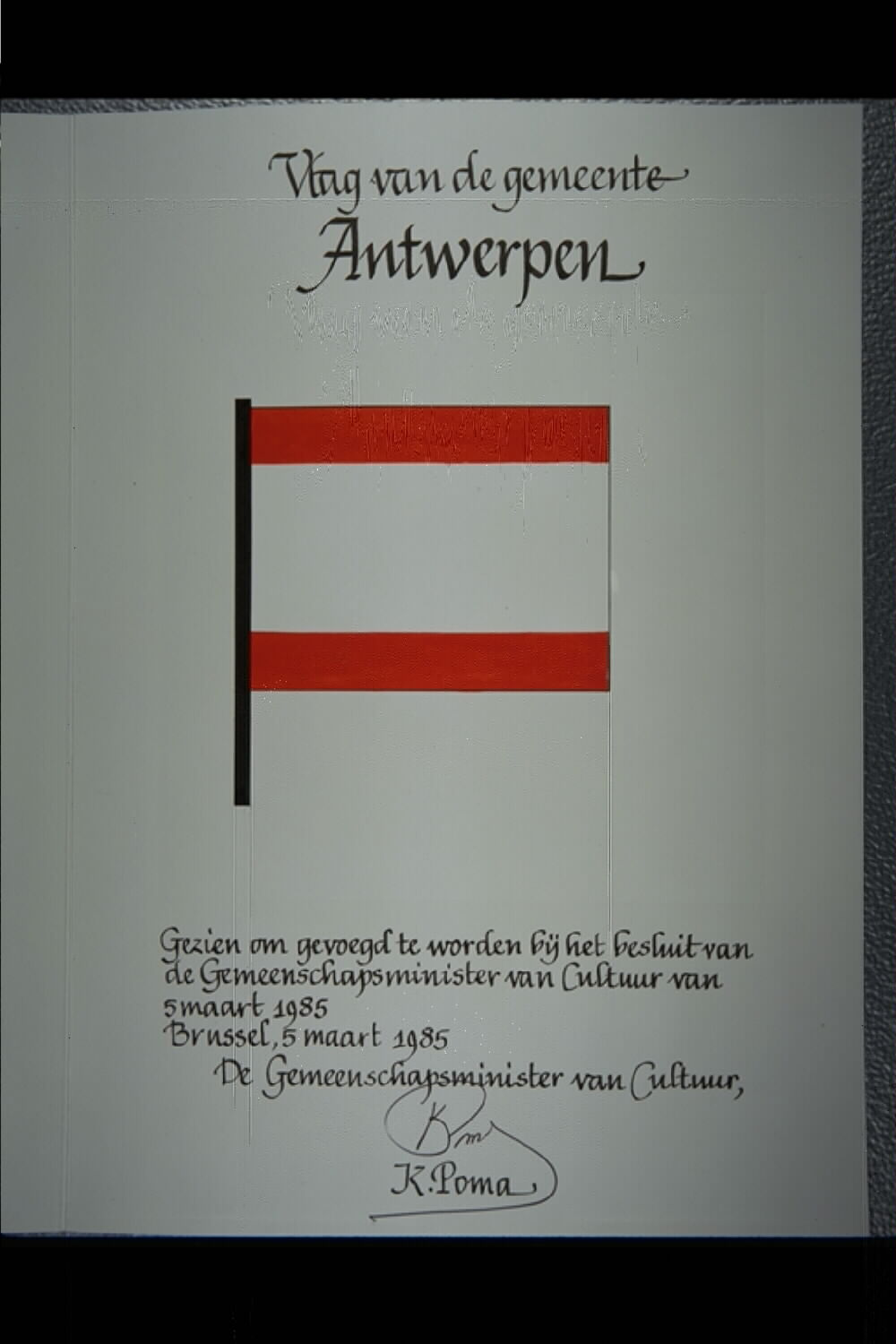
Дизайн прапора, намальований Карелом Помою

## Старі версії

Старий прапор міста Антверпен (вертикальна версія)
Старий прапор міста Антверпен (горизонтальна версія)